# Vladyslav Naumec'
Vladyslav Olehovyč Naumec' (in ucraino Владислав Олегович Наумець?; Luhans'k, 7 marzo 1999) è un calciatore ucraino, centrocampista del LNZ Čerkasy.

## Caratteristiche tecniche
È un'ala sinistra.

## Carriera

### Club
Cresciuto nel settore giovanile dello Zorja e della Dinamo Kiev, nel 2018 si trasferisce nel campionato greco firmando per il PAS Giannina.

### Nazionale
Vanta 24 presenze e due reti con le maglie delle rappresentative giovanili ucraine.

## Palmarès

### Club

#### Competizioni nazionali
- Souper Ligka Ellada 2: 1

PAS Giannina: 2019-2020